# ماكسيميليان روسمان
ماكسيميليان روسمان (بالألمانية: Maximilian Rossmann)‏ هو لاعب كرة قدم ألماني، ولد في 6 مايو 1995 في هلبرشتات في ألمانيا. لعب مع هيراكليس ألميلو.

## وصلات خارجية
- ماكسيميليان روسمان على موقع قاعدة بيانات كرة القدم.إي يو (الإنجليزية)
- ماكسيميليان روسمان على موقع Soccerbase.com (لاعب) (الإنجليزية)
- ماكسيميليان روسمان على موقع Soccerway.com (الإنجليزية)
- ماكسيميليان روسمان على موقع عالم كرة القدم.نت (الإنجليزية)